# لوتار یکم
لوتار یکم (به آلمانی: Lothar)(به فرانسوی: Lothaire)(به ایتالیایی: Lotario)(به هلندی: Lotharius) امپراتور مقدس روم از ۸۱۷ تا ۸۵۵ میلادی (حکمرانی مشترک با پدرش تا ۸۴۰ میلادی)، شاه باواریا (۸۱۵–۸۱۷)، شاه ایتالیا (۸۱۸–۸۵۵) و شاه فرانک میانی (۸۴۰–۸۵۵) بود. وی بزرگ‌ترین پسر امپراتور کارولنژی لوئی پارسا و ارمنگارد (دختر دوک هسبای) بود.